# Noémie Merlant
Noémie Merlant, född 27 november 1988 i Paris, är en fransk skådespelerska.
Merlant växte upp i staden Rezé utanför Nantes med sina föräldrar, båda fastighetsmäklare. Hon startade en karriär som modell innan hon kom in på Cours Florent, en privat skådespelarutbildning i Paris. Hennes filmgenombrott skedde i Le ciel attendra ("Himlen får vänta") 2016. För insatsen nominerades hon till en César Award för Mest lovande skådespelerska. I filmen Tár 2022 spelade hon Francesca Lentini, personlig assistent åt den berömda komponisten Lydia Tár (Cate Blanchett).

## Filmografi
| År   | Titel                                     | Roll              | Anm. |
| ---- | ----------------------------------------- | ----------------- | --- |
| 2008 | Death in Love                             |                   | |
| 2010 | Parigi                                    |                   | Kortfilm |
| 2011 | La Permission de minuit                   | Mathilde          | |
| 2011 | L'Orpheline avec en plus un bras en moins | Éléonore          | |
| 2011 | Juste avant l'aube                        | Laura             | Kortfilm |
| 2012 | Les Nerfs fument                          |                   | Kortfilm |
| 2012 | Julie Lescaut                             | Lou de Salle      | TV-serie |
| 2012 | Enquêtes réservées                        | Garance Lasarthe  | TV-serie |
| 2013 | Pour le rôle                              | The secretary     | Kortfilm |
| 2013 | Lapsus                                    | Angie             | Kortfilm |
| 2013 | Le Devoir                                 | Agnes             | Kortfilm |
| 2013 | Dos au mur                                |                   | TV-serie |
| 2013 | L'Amour a la clé                          |                   | Kortfilm |
| 2013 | Nemesis                                   |                   | Kortfilm |
| 2014 | La crème de la crème                      | Den rödhåriga     | |
| 2014 | Des lendemains qui chantent               | Svetlana          | |
| 2014 | Once in a Lifetime                        | Mélanie           | |
| 2014 | Le Voyage de monsieur Perrichon           | Henriette         | TV-film |
| 2015 | One Wild Moment                           | Linda             | |
| 2015 | Newcomer                                  | Anja              | |
| 2016 | Dieumerci !                               | Audrey            | |
| 2016 | Elles... Les Filles du Plessis            | Brigitte          | TV-film |
| 2016 | The Brother                               | Claire            | |
| 2016 | Twisting Fate                             | Claire            | |
| 2016 | Le ciel attendra                          | Sonia Bouzaria    | Nominerad – Césarpriset för mest lovande skådespelerska Nominerad - Lumièrepriset för mest lovande skådespelerska |
| 2016 | The Law of Christophe                     | Katya Valle       | TV-film |
| 2017 | Unexpected                                | Agnès             | Kortfilm |
| 2017 | La Piscine                                |                   | Kortfilm |
| 2017 | Je suis #unebiche                         |                   | Kortfilm; även manus och regi                                                                                     |
| 2017 | Plonger                                   | Den unga artisten | |
| 2018 | Return of the Hero                        | Pauline           | |
| 2018 | La Fête des mères                         | Coco              | |
| 2018 | Paper Flags                               | Charlie           | |
| 2019 | Curiosa                                   | Marie de Régnier  | |
| 2019 | Porträtt av en kvinna i brand             | Marianne          | Nominerad – European Film Awards för bästa skådespelerska                                                         |
| 2020 | Jumbo                                     | Jeanne            | |
| 2021 | A Good Man                                | Benjamin          | |
| 2021 | Mi iubita, mon amour                      | Jeanne            | |
| 2021 | Paris 13:e arrondissement                 | Nora Ligier       | |
| 2022 | Tár                                       | Francesca Lentini | Nominerad – Gotham Awards för bästa biroll                                                                        |
| 2024 | Les femmes au balcon                      |                   | Även regi och manus; TBR november 2024                                                                            |

## Diskografi

### Singel
- 2016 – "Fate"[4]